# Hannes Gromball
Hannes Gromball (auch: Hans Gromball) (* 21. März 1932 in Königsberg; † 2015) war ein deutscher Schauspieler, Synchronsprecher, Synchronbuchautor und Synchronregisseur.

## Leben und Wirken
Gromball erhielt seine künstlerische Ausbildung in Stuttgart, wo er auch seinen Einstand am Theater gab. Er wirkte in den 1960er und 1970er Jahren in Film- und Fernsehproduktionen mit. Bekannt wurde er vor allem durch die Rolle des Opa Krempel in der Fernsehserie Krempoli – Ein Platz für wilde Kinder. In der Zeichentrickserie Wickie und die starken Männer lieh er seine Stimme dem Wikinger-Piraten Pokka, der stets Wickies und Halvars Erzfeind, dem Schrecklichen Sven assistiert und mit ihm hinterhältige Pläne ausheckt, und Sinsibad, dem Berater von Bullermann, dem Anführer der Graumänner.
Für die deutsche Fassung der Serie Love Boat schrieb Gromball die deutschen Dialoge und führte Synchronregie.

## Filmografie (Auswahl)
- 1961/62: Unternehmen Kummerkasten (Vorabendserie)
- 1962: Barras heute
- 1967: Das Kriminalmuseum – Das Kabel
- 1969: Liebe ist kälter als der Tod
- 1969: Katzelmacher
- 1969: Der Kommissar – Auf dem Stundenplan: Mord
- 1970: Götter der Pest
- 1970: Warum läuft Herr R. Amok?
- 1972: Acht Stunden sind kein Tag
- 1972: Wickie und die starken Männer
- 1974: Angst essen Seele auf
- 1975: Krempoli – Ein Platz für wilde Kinder (Fernsehserie)
- 1975: Faustrecht der Freiheit
- 1976: Satansbraten
- 1977: Bolwieser
- 1977: Der Alte – Zwei Mörder
- 1977: Der Alte – Verena und Annabelle
- 1978: Son of Hitler